# IGFBP4
IGFBP4 (англ. Insulin like growth factor binding protein 4) – білок, який кодується однойменним геном, розташованим у людей на короткому плечі 17-ї хромосоми. Довжина поліпептидного ланцюга білка становить 258 амінокислот, а молекулярна маса — 27 934.
| 10         |  | 20         |  | 30         |  | 40         |  | 50         |
| ---------- |  | ---------- |  | ---------- |  | ---------- |  | ---------- |
| MLPLCLVAAL |  | LLAAGPGPSL |  | GDEAIHCPPC |  | SEEKLARCRP |  | PVGCEELVRE |
| PGCGCCATCA |  | LGLGMPCGVY |  | TPRCGSGLRC |  | YPPRGVEKPL |  | HTLMHGQGVC |
| MELAEIEAIQ |  | ESLQPSDKDE |  | GDHPNNSFSP |  | CSAHDRRCLQ |  | KHFAKIRDRS |
| TSGGKMKVNG |  | APREDARPVP |  | QGSCQSELHR |  | ALERLAASQS |  | RTHEDLYIIP |
| IPNCDRNGNF |  | HPKQCHPALD |  | GQRGKCWCVD |  | RKTGVKLPGG |  | LEPKGELDCH |
| QLADSFRE   |  |            |  |            |  |            |  |            |

A: Аланін

C: Цистеїн

D: Аспарагінова кислота

E: Глутамінова кислота

F: Фенілаланін

G: Гліцин

H: Гістидин

I: Ізолейцин

K: Лізин

L: Лейцин

M: Метіонін

N: Аспарагін

P: Пролін

Q: Глутамін

R: Аргінін

S: Серин

T: Треонін

V: Валін

W: Триптофан

Кодований геном білок за функцією належить до фосфопротеїнів. 
Задіяний у такому біологічному процесі, як альтернативний сплайсинг. 
Секретований назовні.